# Eudore Misonne
Eudore Misonne, né à Gilly le 17 novembre 1891 et mort à Jurbise le 8 mai 1968, est un avocat, ainsi qu'un peintre portraitiste, paysagiste et aquarelliste belge.

## Biographie
Eudore Joseph Louis Ghislain Misonne, né  le 17 novembre 1891, est le fils d'Édouard Misonne, avocat et conseiller communal à Charleroi, et de Dorothée Van Schepdael. Il se marie à Erbisœul le 18 octobre 1922 avec Madeleine Lemaire et ils ont six enfants. 
Il fait à Louvain des études de droit et devient docteur en droit en 1913. Il s'inscrit au barreau de Mons où il commence à exercer son métier d'avocat. Sa passion première reste toutefois la peinture. C'est pourquoi il décide de quitter le barreau pour embrasser une carrière artistique.
Il suit les cours de l'Académie royale des Beaux-Arts de Mons puis de l'Institut supérieur des Beaux-Arts d'Anvers où il est l'élève d'Isidore Opsomer. 
Le Comité des Beaux-Arts du Hainaut lui décerne le prix du Hainaut en mars 1938 et la ville de Mons le prix Claire Sauté en 1963.
Il s'exprime picturalement par des thèmes intimistes, paysages familiers et des couleurs joyeuses : la mère et l'enfant, le livre d'images, la poupée. Une partie de sa production est consacrée à l'art religieux. Il a notamment peint une ample toile qui couvre le totalité du fond de la chapelle Sainte-Thérèse à Mons. Il peint également des paysages du Hainaut et croque les tranchées de la Première Guerre mondiale. Il a pratiqué avec aisance le dessin retourné, l'aquarelle et la gouache. 
Il a participé à différentes expositions en Belgique et à l'étranger notamment au Palais des Beaux-Arts de Bruxelles en 1939 et 1942 et a été invité en 1938 et 1939 au Salon international de Pittsburgh. 
En 1988, le musée des Beaux-Arts de Mons a organisé une rétrospective de ses œuvres et, en 2016, le Jeune Barreau de Mons a organisé une exposition de peinture comportant une centaine de ses œuvres et de celles d'Albert Jacquemotte.
Deux de ses peintures (Au jardin et Les Enfants aux Oranges) font partie des collections des musées royaux des Beaux-Arts de Belgique.